# Ani Pachen
Ani Pachen, geboren als Pachen Dolma (Gronjo (Kham), ca. 1933 - Dharamsala, 2 februari 2002), was een Tibetaans boeddhistische non die haar clan leidde in een gewapende opstand tegen het communistische Volksbevrijdingsleger.
Door Tibetanen wordt ze ook wel de Jeanne d'Arc van Tibet genoemd. Ani Pachen betekent vertaald Grote Moed.

## Jeugd en kloosterleven
Pachen Dolma was het enig kind van het hoofd Pomda Gonor van de Lemdha-clan. Toen ze zeventien jaar oud was en hoorde dat er plannen waren haar uit te huwelijken, vluchtte ze naar een Tibetaans klooster. Het klooster lag op drie dagen afstand per paard. Gedurende de erop volgende achttien jaar bleef ze in het klooster wonen.

## Opvolging als clanleider
Toen haar vader overleed, erfde zij van hem het leiderschap over zijn clan en in 1958 kwam ze weer naar de buitenwereld om die leiding op zich te nemen.
Op dat moment had het Chinese Volksbevrijdingsleger de invasie van Tibet in de oostelijke provincies Kham en Amdo voltooid en vocht het tegen guerrilla's als de Chushi Gangdruk. Als represaille had het Chinese legers sinds 1956 verschillende kloosters en dorpen gebombardeerd.
Dolma hielp met een groep van 600 strijders mee aan de guerrilla-acties.

## Gevangenschap
Eind 1959 werd ze gevangengenomen en zat ze uiteindelijk 21 jaar in de gevangenis. Hier werd ze vaak afgestraft vanwege haar boeddhistische geloof en haar weigering de veertiende dalai lama te veroordelen.
Ze werd geslagen en gedurende een week aan haar polsen opgehangen. Een jaar lang moest ze met voetboeien lopen en negen maanden bracht ze door in een isoleercel zonder licht. De laatste elf jaar bracht ze door in de gevangenis van Drapchi in Lhasa.
Tijdens haar gevangenschap was de Culturele Revolutie in volle gang. Ze zag hoe vrienden en landgenoten werden geëxecuteerd of van de honger omkwamen. Onder meer de drie grote kloosters van Tibet, Drepung, Sera en Ganden, werden geplunderd en voor een deel in brand gezet.

## Vrijlating
Na haar vrijlating in januari 1981 ging ze door met het verzet tegen de Chinese autoriteiten. Ze verbleef in Lhasa en in 1987 en 1988 nam deel aan de drie grote demonstraties tijdens de opstanden die door de monniken van de drie grote kloosters werden georganiseerd. In de demonstraties werden de rechten van de mens opgeëist voor Tibetanen en werd geëist dat Chinezen Tibet verlieten.

## Ballingschap
Toen ze hoorde dat ze op een lijst stond om opnieuw opgepakt te worden vluchtte ze naar de grens. Hier liep ze vier dagen door de sneeuw tot ze een vriendelijke dorpsbewoner trof die haar opving. Daarna vervolgde zij in vijfentwintig dagen haar tocht naar Nepal.
Hier verwezenlijkte ze haar droom om de dalai lama te ontmoeten, toen haar een persoonlijke audiëntie werd verleend. Ze vestigde zich vanaf dit moment in Dharamsala in India, waar ze in 2002 overleed.

## Autobiografie
Over haar leven schreef ze in samenwerking met Adelaide Donnelly een autobiografie, Sorrow Mountain: the journey of a Tibetan warrior nun, die werd uitgebracht in 2000. Voor de promotie van haar boek reisde ze in naar de Verenigde Staten en Europa in 2000 en 2001. In maart 2001 liep ze mee in de protestdemonstratie in Londen tijdens de Dag van de Tibetaanse Opstand.